# Coming Around
Coming Around è un singolo del gruppo musicale scozzese Travis, pubblicato nel 1999 ed inserito nell'edizione speciale dell'album The Man Who.

## Tracce
- CD 1 (UK)

1. Coming Around – 3:09
2. Just The Faces Change – 2:25
3. The Connection – 3:43

- CD 2 (UK)

1. Coming Around - 3:09
2. Rock 'N' (Salad) Roll - 1:58
3. The Weight - 4:13

- 7" (vinile)/Cassetta

1. Coming Around - 3:09
2. The Connection - 3:43

## Cover
- Una cover del brano è stata realizzata dal gruppo Counting Crows per il loro album Underwater Sunshine (Or What We Did on Our Summer Vacation), uscito nel 2012.